# Sekou Yansané
Sekou Oumar Yansané (Grenoble, 28 april 2003) is een Frans-Guinees voetballer die doorgaans als aanvaller speelt en uitkomt voor Al-Ahli SC.

## Clubcarrière

### Dijon FCO
Yansané belandde via de jeugdopleidingen van Grenoble Foot 38 en Olympique Lyonnais in de jeugd van Dijon FCO. Daar speelde hij drie wedstrijden mee met het tweede elftal van de club, uitkomend in de Championnat National 3.

### Paris Saint-Germain
In januari 2021 maakte hij de overstap naar Paris Saint-Germain, waar hij meespeelde in de UEFA Youth League van 2021/22. Met dat elftal wist hij de kwartfinale te bereiken en in vijf wedstrijden kwam hij één keer tot scoren. Op 11 september 2021 zat Yansané voor het eerst bij de wedstrijdselectie van het eerste elftal van Paris Saint-Germain. Zijn debuut volgde enkele maanden later op 22 december 2021. In de met 2–2 gelijkgespeelde uitwedstrijd tegen FC Lorient verving hij in minuut 75 Ander Herrera. Tot meer momenten bij de wedstrijdselectie van het eerste elftal kwam het niet. In augustus 2022 werd gesproken over een contractverlenging en daarna een verhuur (met optie tot koop) aan FC Utrecht, maar dat werd nooit definitief.

### Al-Ahli SC
Na aanvang van het seizoen 2022/23 werd op 10 september 2022 bekendgemaakt dat Yansané de overstap zou maken naar Al-Ahli SC. Die club verhuurde hem enkele dagen later tot aan het eind van 2022 aan Al-Rayyan SC.

#### Verhuur aan Al-Rayyan SC
Voor Al-Rayyan SC maakte Yansané op 20 september 2022 zijn debuut in de Qatari Stars Cup (Ooredoo) tegen Al-Gharafa SC. Yansané begon de uitwedstrijd als basisspeler en scoorde in de extra tijd het derde doelpunt voor Al-Rayyan SC. Dit was echter niet genoeg om een 4–3 verlies te kunnen voorkomen. In totaal kwam Yansané tijdens deze huurperiode tot drie bekerwedstrijden, waarin hij twee keer trefzeker was. Tijdens de competitie zat hij nooit bij de wedstrijdselectie.

#### Terugkeer bij Al-Ahli SC
Begin 2023 keerde Yansané terug bij Al-Ahli SC. Op 12 januari 2023 scoorde hij de 0–1 in de uiteindelijke 1–2 overwinning op Al-Sailiya SC. Ruim twee maanden later scoorde hij op 20 maart 2023 tegen Al-Sadd SC beide doelpunten in de 2–1 overwinning. Na zijn terugkeer speelde Yansané het overgrote deel van de wedstrijden als basisspeler.

## Clubstatistieken

### Beloften
| Seizoen                    | Club            | Competitie             | Competitie | Competitie | Overig | Overig | Totaal | Totaal |
| Seizoen                    | Club            | Competitie             | Wed.       | Dlp.       | Wed.   | Dlp.   | Wed.   | Dlp.   |
| -------------------------- | --------------- | ---------------------- | ---------- | ---------- | ------ | ------ | ------ | ------ |
| 2020/21                    | Dijon FCO II    | Championnat National 3 | 3          | 2          | 0      | 0      | 3      | 2      |
| Carrière totaal            | Carrière totaal | Carrière totaal        | 3          | 2          | 0      | 0      | 3      | 2      |
| Bijgewerkt op 6 april 2025 |                 |                        |            |            |        |        |        |        |

### Senioren
| Seizoen                    | Club                | Competitie         | Competitie | Competitie | Beker | Beker | Internationaal | Internationaal | Overig | Overig | Totaal | Totaal |
| Seizoen                    | Club                | Competitie         | Wed.       | Dlp.       | Wed.  | Dlp.  | Wed.           | Dlp.           | Wed.   | Dlp.   | Wed.   | Dlp.   |
| -------------------------- | ------------------- | ------------------ | ---------- | ---------- | ----- | ----- | -------------- | -------------- | ------ | ------ | ------ | ------ |
| 2021/22                    | Paris Saint-Germain | Ligue 1            | 1          | 0          | 0     | 0     | 0              | 0              | 0      | 0      | 1      | 0      |
| 2022/23                    | → Al-Rayyan SC      | Qatar Stars League | 0          | 0          | 0     | 0     | –              | –              | 3      | 2      | 3      | 2      |
| 2022/23                    | Al-Ahli SC          | Qatar Stars League | 15         | 3          | 1     | 0     | –              | –              | 0      | 0      | 16     | 3      |
| 2023/24                    | Al-Ahli SC          | Qatar Stars League | 21         | 8          | 7     | 5     |                |                | 1      | 0      | 29     | 13     |
| 2024/25                    | Al-Ahli SC          | Qatar Stars League | 20         | 8          | 4     | 1     | 1              | 0              | 0      | 0      | 25     | 9      |
| Carrière totaal            | Carrière totaal     | Carrière totaal    | 57         | 19         | 12    | 6     | 1              | 0              | 4      | 2      | 74     | 27     |
| Bijgewerkt op 6 april 2025 |                     |                    |            |            |       |       |                |                |        |        |        |        |

## Interlandcarrière
In 2021 kreeg Yansané een uitnodiging van Guinee om voor het nationale elftal uit te komen. In datzelfde jaar toonde ook de Marokkaanse voetbalbond interesse voor Marokko onder 20 jaar.